# Elezioni parlamentari in Danimarca del 2011
Le elezioni parlamentari in Danimarca del 2011 si tennero il 15 settembre per il rinnovo del Folketing. Esse videro fronteggiarsi due schieramenti:
- la coalizione di centro-sinistra, formata da Socialdemocratici, Partito Popolare Socialista, Sinistra Radicale e Alleanza Rosso-Verde;
- la coalizione di centro-destra, costituita da Venstre, Partito Popolare Danese,  Alleanza Liberale, Partito Popolare Conservatore e Democratici Cristiani.

In seguito alla vittoria dello schieramento di centro-sinistra, Helle Thorning-Schmidt, espressione dei Socialdemocratici, divenne Ministro di Stato.

## Risultati
| Liste                         | Voti      | %     | Seggi |
| ----------------------------- | --------- | ----- | ----- |
| Venstre                       | 947 725   | 26,73 | 47    |
| Socialdemocratici             | 879 615   | 24,81 | 44    |
| Partito Popolare Danese       | 436 726   | 12,32 | 22    |
| Sinistra Radicale             | 336 698   | 9,50  | 17    |
| Partito Popolare Socialista   | 326 192   | 9,20  | 16    |
| Alleanza Rosso-Verde          | 236 860   | 6,68  | 12    |
| Alleanza Liberale             | 176 585   | 4,98  | 9     |
| Partito Popolare Conservatore | 175 047   | 4,94  | 8     |
| Democratici Cristiani         | 28 070    | 0,79  | –     |
| Altri                         | 1 850     | 0,05  | –     |
| Fær Øer e Groenlandia         | –         | –     | 4     |
| Totale                        | 3 545 368 | 100   | 179   |